# Paridris brevipennis
Paridris brevipennis är en stekelart som beskrevs av Fouts 1920. Paridris brevipennis ingår i släktet Paridris och familjen Scelionidae. Inga underarter finns listade i Catalogue of Life.